# Nicolas-Joseph Beaurepaire

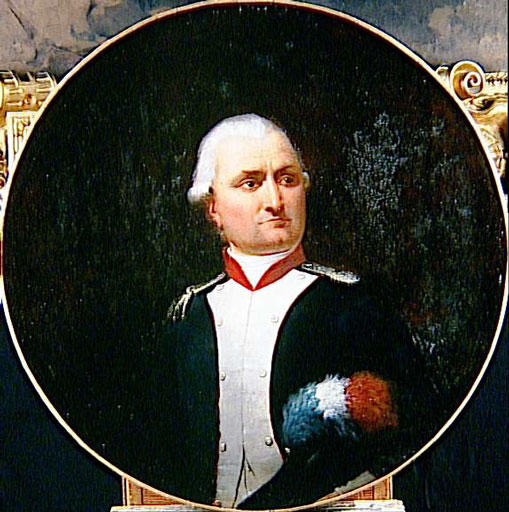
Nicolas Beaurepaire, lieutenant-colonel im 1^{er} Bataillon de Maine-et-Loire (1792), Gemälde von Raymond Quinsac Monvoisin im „Musée de l’Histoire de France“ (Versailles)

Nicolas-Joseph Beaurepaire (* 7. Januar 1740 in Coulommiers; † 2. September 1792 in Verdun) war ein französischer Offizier und Gouverneur der Festung Verdun.

## Biographie
Beaurepaire trat im Jahre 1757 in den Militärdienst in die königlichen Armee des Ancien Régime ein. Am 19. August 1776 heiratete er in  Joué Étiau im Département Maine-et-Loire  Marie-Anne Charlotte Banchereau-Dutail. 1786 wurde er zum Capitaine befördert und quittierte 1791 in Anjou den Dienst.
Diesen Ruhestand gab er auf, als er noch im September desselben Jahres Lieutenant-colonel und Bataillonskommandant in einem Freiwilligenregiment des „Département Mayenne et Loire“ wurde.
Anfang Mai 1792 gehörte er zum „1er régiment de volontaires de Mayenne-et-Loire“ (1. Freiwilligenregiment von Mayenne und Loire) in Verdun. Beaurepaire hatte bei seiner Ankunft bereits ein Viertel seiner Männer durch Fahnenflucht verloren, begann jedoch nach der Übernahme der Kommandogewalt unverzüglich mit der Organisation der Verteidigung.
Am 29. August 1792 begann die Belagerung von Verdun durch die Preußen mit 60.000 Mann und 40 Kanonen unter Karl Wilhelm Ferdinand von Braunschweig-Wolfenbüttel. Am 31. August 1792 forderte ein Parlamentär, bei welchem es sich nach Goethes Darstellung um Karl von Grothaus gehandelt hat, die Stadt zur Übergabe auf. Am 2. September 1792 beschloss der Rat der Stadt, gegen den Widerstand von Beaurepaire, die Kapitulation. Einer der Gründe war wohl, dass es einem Entsatzheer aus Paris nicht innerhalb von zwei Tagen gelingen konnte, vor Verdun einzutreffen. Beaurepaire verließ daraufhin die Ratssitzung und wurde kurze Zeit später tot aufgefunden. Er ist wohl durch einen Schuss aus seiner eigenen Pistole zu Tode gekommen, es ist allerdings ungewiss, ob er sie selbst oder ein anderer abgefeuert hat. Die Umstände seines Todes konnten jedenfalls nicht geklärt werden.  Seine Männer brachten seinen Leichnam nach der Übergabe der Stadt nach Sainte-Menehould, wo der Deputierte Joseph Delaunay sogleich mit der Legendenbildung begann: Beaurepaire habe sich selbst getötet, und zwar 

« …en présence des fonctionnaires publics lâches et parjures »

„…im Angesicht von feigen und meineidigen Beamten“

Die revolutionäre Literatur Frankreichs befasste sich ebenfalls sofort mit diesem Thema, man verlangte und beschloss eine Überführung des Körpers in das Panthéon. Allerdings hat sich das im Nachhinein als nicht möglich erwiesen, da der Leichnam nicht mehr aufgefunden werden konnte. Auch nach Goethes Darstellung beging Beaurepaire Suizid.

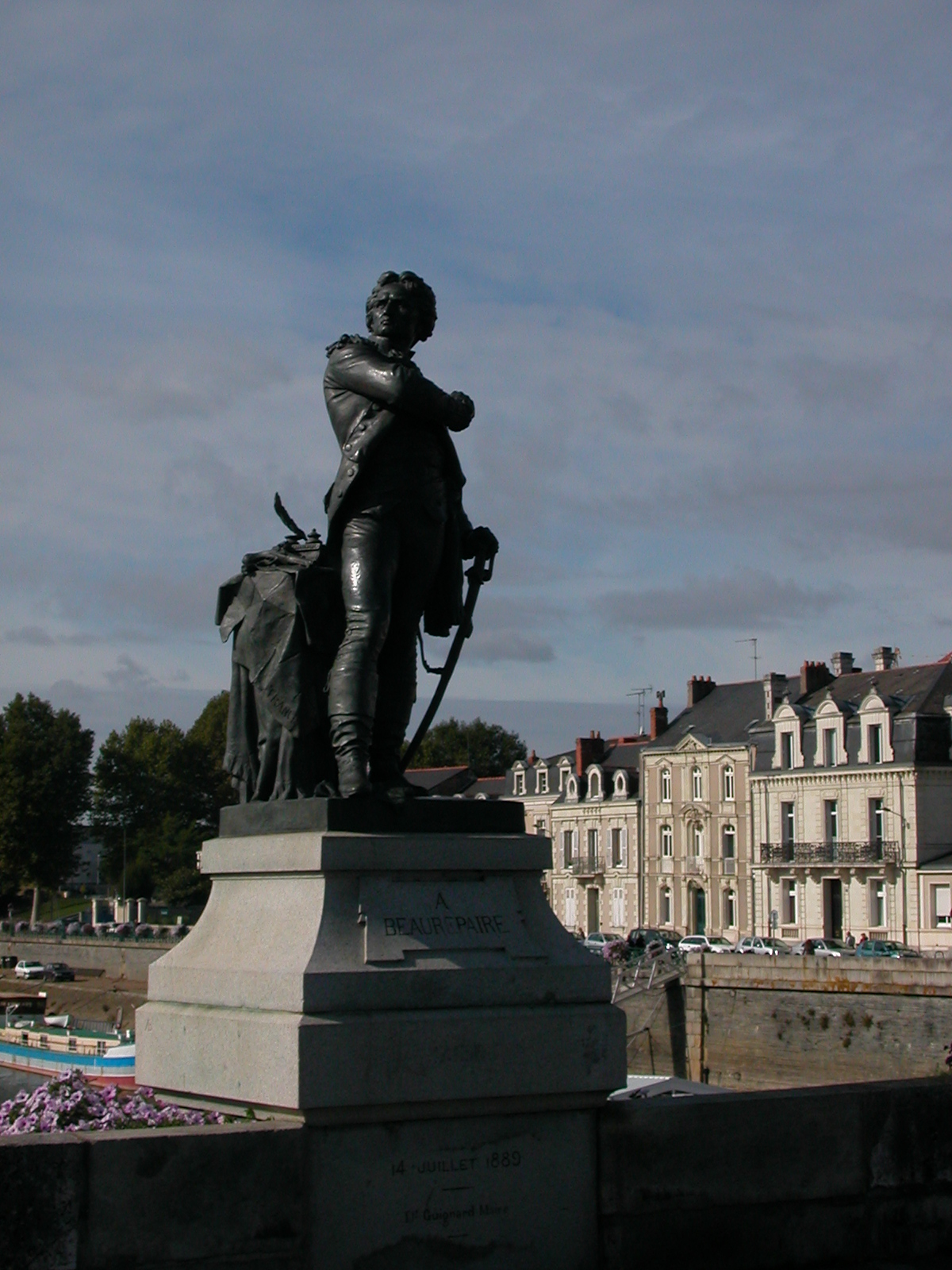
Statue des Nicolas-Joseph Beaurepaire auf der Pont de Verdun in Angers

## Ehrungen
- Ein Denkmal von  Nicolas-Joseph Beaurepaire, (gestaltet durch Maximilien Louis Bourgeois * 1839; † 1901) steht auf der Pont de Verdun (Verdunbrücke), eine der Brücken in Angers. Ein weiteres Denkmal vom selben Künstler in Coulommiers ist in den Wirren des Zweiten Weltkrieges verschwunden.
- Beaurepaire ist einer von den 558 Offizieren, die auf den Säulen des Arc de Triomphe verewigt sind. Ihm wurde das ehrende Prädikat «mort pour la France» (gefallen für Frankreich) zuerkannt.